# 细柱藻科
细柱藻科（学名：Leptocylindraceae）为细柱藻目的一个科。

## 下级分类
本科包括以下属：
- 细柱藻属 Leptocylindrus P.T.Cleve, 1889
- Tenuicylindrus D.Nanjappa & A.Zingone, 2013